# Preko Pacifika
Preko Pacifika (eng. Across the Pacific) je triler  Johna Hustona iz 1942. radnjom smješten uoči američkog ulaska u Drugi svjetski rat. Redatelj Huston predao je režiju  Vincentu Shermanu kad se pridružio vojsci. Humphrey Bogart pojavio se u ulozi Ricka Lelanda, Mary Astor kao Alberta Marlow, Sydney Greenstreet kao dr. Lorenz, a Charles Halton kao A.V. Smith. Unatoč naslovu, radnja filma odvija se na  atlantskoj obali  Panamske prevlake.

## Radnja
Krajem 1941., Ricka Lelanda je osudio vojni sud te je otpušten iz američkoga topništva zbog krađe. Odlazi u  Kanadu kako bi volontirao, ali ga ovi odbijaju. U Halifaxu se ukrcava na japanski brod, Genoa Maru. Na brodu upoznaje atraktivnu, ali misterioznu Albertu Marlow i dr. Lorenza, koji ne skriva kako podupire japanske ambicije na Pacifiku te da ga zato ne prihvaćaju na Filipinima, gdje redovito odsjeda. Leland im daje do znanja da ne osjeća odanost prema svojoj zemlji te da će rado pomoći bilo kome tko je voljan platiti njegove usluge.
Tijekom zaustavljanja u New Yorku, Leland se susreće s A.V. Smithom, američkim obavještajcem, nakon čega se otkriva da on i dalje radi za američke vlasti kako bi špijunirao Lorenza. Smith i Leland počnu špekulirati što tu radi Marlow. Po povratku na brod, Leland iznenadi Filipinca koji je namjeravao ubiti Lorenza, zaradivši tako Lorenzovo povjerenje.
Nakon što su došli u  Panamu, kapetan objavljuje kako je brodu zabranjen prolazak kroz Panamski kanal te da su prisiljeni ploviti oko rta Horn. Leland, Marlow i Lorenz se iskrcavaju i odlaze u hotel Pan American (čiji je vlasnik Lelandov znanac) kako bi pričekali brod koji će ih odvesti na njihovu destinaciju. S Genoa Marua se iskrcava nekoliko sanduka adresiranih na izvjesnog Dana Mortona na njegovu plantažu.
Lorenz upita Lelanda, koji je jednom služio u tom području, da pribavi rasporede aviona koji ophode to područje. Leland se još jednom sastaje sa Smithom i nagovara ga da mu da prave rasporede ophodnja, jer bi Lorenz lako shvatio ako mu se predaju lažni. U isto vrijeme, otkriva se da je datum 6. prosinca 1941., dan uoči  napada na Pearl Harbor.
Nakon što je predao Lorenzu rasporede ophodnja nakon malog cjenkanja oko cijene, Leland je nokautiran. Budi se nekoliko sati poslije i shvaća da su Lorenz i i Marlow napustili hotel. Odmah naziva Smitha i upozori ga da promijeni raspored ophodnja, a zatim pohita na plantažu, gdje ugleda nekoliko azijatskih muškaraca kako pripremaju torpedo bomber za polijetanje. Ubrzo ga hvataju i odvode unutra kako bi se sastao s Lorenzom i Marlow.
Ispada da je Marlow kćer vlasnika plantaže, Dana Mortona, pijanca kojeg su iskoristili ljudi koji rade za njega. Na Lelandovo olakšanje, jedina veza Marlowljeve s cijelom operacijom je briga za oca. 
Lorenz otkriva kako su preduhitrili Smitha prije nego što je išta uspio napraviti u vezi ophodnja te da planiraju torpedirati brane na Panamskom kanalu. U zadnjem trenutku, Leland i Marlow svladavaju svog čuvara (iako je njezin otac ubijen), a Leland uspijeva preuzeti mitraljez i srušiti avion koji je polijetao. Počinje vatreni obračun između Lelanda i Lorenzovih ljudi. Na kraju, Leland nalijeće na Lorenza koji se sprema počiniti ritualno samoubojstvo (seppuku), ali mu živci popuštaju i počne moliti Lelanda da ga upuca. Leland odbija, jer Lorenz ima "sastanak s vojnim obavještajcima".
Film završava s vojnim avionima koji nadlijeću plantažu, a Leland kaže Lorenzu "ako tvoji prijatelji ne mogu počiniti harakiri, ovi momci će im rado pomoći."

## Vanjske poveznice
- Preko Pacifika u internetskoj bazi filmova IMDb-a